# Bandera ashanti
La bandera ashanti es la bandera del pueblo ashanti. En ella, se visualiza el Taburete Dorado (Ashanti: Sika' dwa), el trono del Asantehene.

## Simbolismo
La bandera ashanti consiste en tres franjas horizontales: la dorada representa la riqueza mineral, la negra representa el pueblo ashanti y la verde representa los bosques.  
El emblema ubicado en el centro, dentro la franja negra, es el Taburete Dorado. Este ha sido un símbolo de la unidad nacional y la autoridad real desde el siglo XVIII. Una leyenda cuenta que el Taburete cayó del cielo en una nube de polvo blanco y aterrizó en el regazo del primer emperador ashanti, Osei Tutu I. Se dice que este posee el sunsum (alma) del pueblo ashanti.   